# فيليكوفيتشنويي (كراسنودار)
فيليكوفيتشنويي (بالروسية: Великовечное) هي مدينة في مقاطعة كراسنودار كراي في روسيا.
يبلغ عدد سكانها حوالي 5656 نسمة.